# Jay Patterson
Jay Patterson (Cincinnati, 22 agosto 1954) è un attore statunitense.

## Biografia
Jay ha frequentato la Princeton High School di Sharonville, Contea di Butler, Ohio. Laureato in teatro alla Ohio University, è stato uno dei membri fondatori del Penumbra Theater Company di St. Paul Minnesota, nel periodo 1977-1978. Ha origini scozzesi, irlandesi, gallesi e inglesi; inoltre è un antenato di nativi americani.
Fra le sue collaborazioni più importanti figura quella con Olivier Dahan nel 2009 per la progettazione del film My Own Love Song .

## Filmografia

### Cinema
- Le stagioni del cuore (Places in the Heart), regia di Robert Benton (1984)
- Catholic Boys (Heaven Help Us), regia di Michael Dinner (1985)
- Alamo Bay, regia di Louis Malle (1985)
- Street Smart - Per le strade di New York (Street Smart), regia di Jerry Schatzberg (1987)
- Nadine - Un amore a prova di proiettile (Nadine), regia di Robert Benton (1987)
- D.O.A. - Dead on Arrival (D.O.A.), regia di Annabel Jankel e Rocky Morton (1988)
- Tartarughe Ninja alla riscossa (Teenage Mutant Ninja Turtles), regia di Steve Barron (1990)
- McBain, regia di James Glickenhaus (1991)
- Triplo gioco (Romeo Is Bleeding), regia di Peter Medak (1993)
- La vita a modo mio (Nobody's Fool), regia di Robert Benton (1994)
- Excessive Force II: Force on Force, regia di Jonathan Winfrey (1995)
- American Perfekt, regia di Paul Chart (1997)
- Pioggia infernale (Hard Rain), regia di Mikael Salomon (1998)
- City of Angels - La città degli angeli (City of Angels), regia di Brad Silberling (1998)
- L'altra faccia di Beverly Hills (Slums of Beverly Hills), regia di Tamara Jenkins (1998)
- A Civil Action, regia di Steven Zaillian (1998)
- A Gentleman's Game, regia di J. Mills Goodloe (2002)
- Love, Ludlow, regia di Adrienne Weiss (2005)
- Brother's Shadow, regia di Todd S. Yellin (2006)
- Tutti gli uomini del re (All the King's Men), regia di Steven Zaillian (2006)
- Death of a President, regia di Gabriel Range (2006)
- Send in the Clown, regia di Spencer Schilly (2006)
- Il mio sogno più grande (Gracie), regia di Davis Guggenheim (2007)
- Purple Violets, regia di Edward Burns (2007)
- The Babysitters, regia di David Ross (2007)
- Soldier's Heart, regia di Brian Delate (2008)
- My Sassy Girl, regia di Yann Samuell (2008)
- My Own Love Song, regia di Olivier Dahan (2010)
- Nice Guy Johnny, regia di Edward Burns (2011)
- Isn't It Delicious, regia di Michael Patrick Kelly (2013)
- Un milione di modi per morire nel West (A Million Ways to Die in the West), regia di Seth MacFarlane (2014)
- Rickover: The Birth of Nuclear Power, regia di Michael Pack (2014)
- Ted 2, regia di Seth MacFarlane (2015)
- Una vita da gatto (Nine Lives), regia di Barry Sonnenfeld (2016)
- L'incredibile vita di Norman (Norman: The Moderate Rise and Tragic Fall of a New York Fixer,), regia di Joseph Cedar (2016)

### Televisione
- Miami Vice – serie TV, episodio 1x09 (1984)
- American Playhouse – serie TV, episodio 4x11 (1985)
- Spenser (Spenser: For Hire) – serie TV, episodio 2x21 (1987)
- Un giustiziere a New York (The Equalizer) – serie TV, episodio 4x01 (1988)
- Margaret Bourke White, una donna speciale (Margaret Bourke-White), regia di Lawrence Schiller – film TV (1989)
- Law & Order - I due volti della giustizia (Law & Order)  – serie TV, 4 episodi (1990-2003)
- Tailspin: Behind the Korean Airliner Tragedy, regia di David Darlow – film TV (1989)
- La valle dei pini (All My Children) – serial TV, 1 puntata (1991)
- Testimonianza pericolosa (Double Jeopardy), regia di Lawrence Schiller – film TV (1992)
- L.A. Law - Avvocati a Los Angeles (L.A. Law) – serie TV, episodio 7x20 (1993)
- Le ali degli angeli (Nurses on the Line: The Crash of Flight 7), regia di Larry Shaw – film TV  (1993)
- NYPD - New York Police Department (NYPD Blue) – serie TV, episodio 2x01 (1994)
- The Boys Are Back – serie TV, episodio 1x12 (1994)
- La signora in giallo (Murder, She Wrote) – serie TV, episodio 11x18 (1995)
- Terra promessa (Promised Land) – serie TV, episodio 2x06 (1997)
- L'incredibile Michael (Now and Again) – serie TV, episodio 1x19 (2000)
- Il tocco di un angelo (Touched by an Angel) – serie TV, episodio 6x23 (2000)
- Una vita da vivere (One Life to Live) – serial TV, 1 puntata (2002)
- Squadra emergenza (Third Watch) – serie TV, episodio 5x18 (2004)
- Law & Order: Criminal Intent – serie TV, episodi 4x04-5x19 (2004-2006)
- The Exonerated - Colpevole fino a prova contraria (The Exonerated), regia di Bob Balaban – film TV (2005)
- Law & Order - Unità vittime speciali (Law & Order: Special Victims Unit) – serie TV, episodi 10x09-16x15-16x21 (2008-2015)
- Blue Bloods – serie TV, episodio 2x10 (2012)
- The Louise Log – serie TV, episodio 3x10 (2014)
- Crisi in sei scene (Crisis in Six Scenes) – miniserie TV, episodio 1 (2016)

### Videogioco
- Grand Theft Auto: The Lost and Damned (2009)